# Ayong Maliksi
Erineo "Ayong" S. Maliksi (Imus, 25 maart 1938 - aldaar, 24 februari 2021) was een Filipijns politicus. Maliksi was lid van het Filipijns Huis van Afgevaardigden van 1998 tot 2001 en van 2010 tot 2013. Daartussenin was Maliksi van 2001 tot 2010 gouverneur van de provincie Cavite. Daarvoor was hij van 1988 tot 1998 burgemeester van Imus.

## Biografie
Erineo "Ayong" Maliksi werd geboren op 25 maart 1938 in Imus in de Filipijnse provincie Cavite. Zijn ouders waren Teodoro Malicsi en Emilia Saquilayan. Hij was een protegé van voormalig gouverneur van Cavite Juanito Remulla. Maliksi begon zijn politieke carrière als viceburgemeester van zijn geboorteplaats Imus. Hij bekleedde deze positie van 1980 tot 1986. Van 1988 tot 1998 was hij burgemeester van Imus. Bij de verkiezingen van 1998 werd Maliksi namens het 2e kiesdistrict van Cavite gekozen in het Filipijns Huis van Afgevaardigden. Na afloop van zijn driejarige termijn werd hij in 2001 gekozen tot gouverneur van de provincie Cavite. In 2004 en in 2007 werd hij herkozen. Na afloop van zijn derde opeenvolgende termijn werd hij in 2010 gekozen tot afgevaardigde van het 3e kiesdistrict van Cavite. Bij de verkiezingen van 2013 deed Maliksi opnieuw een gooi naar het gouverneurschap van de provincie Cavite. Hij werd echter verslagen door zittend gouverneur Jonvic Remulla. Zes jaar later werd Maliksi opnieuw verslagen door Remulla bij de verkiezingen voor gouverneur van Cavite.
Maliksi overleed in 2021 op 82-jarige leeftijd. Hij was getrouwd met Olivia Leonardo. Hun zoon Emmanuel "Manny" Maliksi was ook burgemeester van Imus. 